# Acanthermia inculta
Acanthermia inculta är en fjärilsart som beskrevs av William Schaus 1914. Acanthermia inculta ingår i släktet Acanthermia och familjen nattflyn. Inga underarter finns listade i Catalogue of Life.